# Resolution 1262 des UN-Sicherheitsrates
Die Resolution 1262 des UN-Sicherheitsrates ist eine Resolution zur Situation in Osttimor, die der Sicherheitsrat der Vereinten Nationen am 27. August 1999 auf seiner 4038. Sitzung einstimmig angenommen hat.

## Inhalt

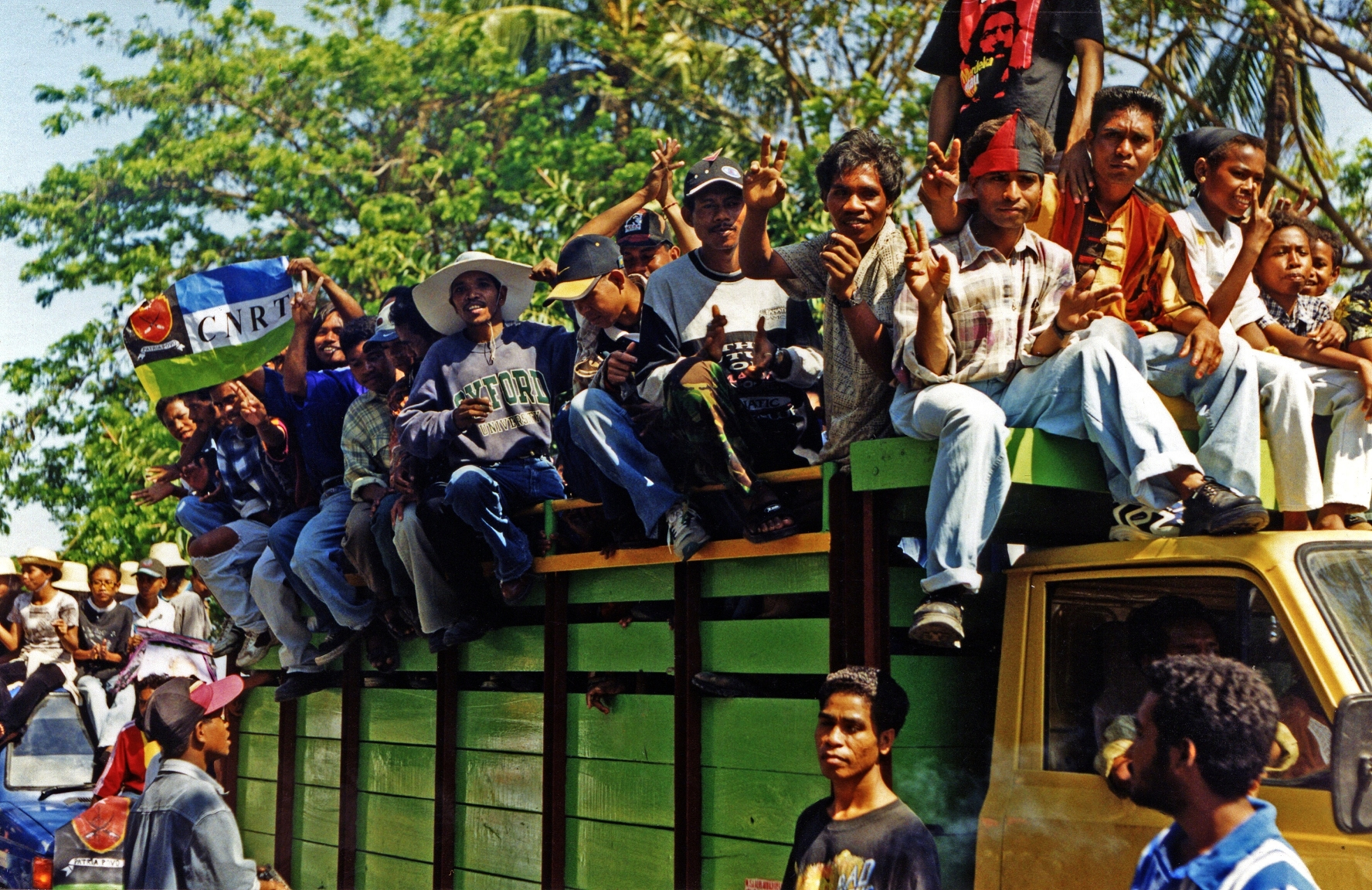
Veranstaltung der Unabhängigkeitsbefürworter zum Referendum in Osttimor 1999 in Dili

Bei der Annahme der Resolution nahm der Sicherheitsrat auf seine früheren Entscheidungen zu Osttimor Bezug, insbesondere die Resolutionen 1246 (1999) vom 11. Juni 1999 und 1257 (1999) vom 3. August 1999, und die Abkommen zwischen Indonesien und Portugal über Osttimor vom 5. Mai 1999 und zwischen den beiden Ländern und den Vereinten Nationen vom selben Tag, betreffs der Modalitäten des für den 30. August 1999 in Osttimor geplanten Unabhängigkeitsreferendums und der Sicherheitsregelungen.
Der Sicherheitsrat stellte genugtuend nach dem Bericht des Generalsekretärs vom 9. August 1999 fest, dass die Vereinten Nationen ihre Anstrengungen in Osttimor in der Zeit
nach dem Referendum fortsetzen müssten, zwecks der Vertrauensbildung, der Stabilisierung und für die Sicherheit jener Gruppe, die im Referendum unterliegen würde, damit dieser eine zukünftige politische Teilhabe in Osttimor garantiert werde. Ebenfalls mit Genugtuung wurde der Vorschlag des Generalsekretärs angenommen, dass die Mission der Vereinten Nationen in Osttimor (UNAMET) ihre Tätigkeit in der Übergangsphase zwischen dem Ende des Referendums und dem Beginn von der Umsetzung ihres Ergebnisses fortsetzen solle. Entsprechend sollten ihre Aufgaben und Struktur angepasst werden.
Gelobt wurde die unparteiische und wirksame Durchführung der Mission und genugtuend der Bericht des Generalsekretärs entgegengenommen, in dem er bestätigte, dass die Mission auch künftig alles in ihren Kräften Stehende tun werde, um ihre Aufgaben in dieser Weise wahrzunehmen. Ebenso genugtuend stellte der Sicherheitsrat die fruchtbare Zusammenarbeit der Regierung Indonesiens in Osttimor mit den Vereinten Nationen fest.
Der Sicherheitsrat beschloss mit der Resolution, das Mandat der UNAMET bis zum 30. November 1999 zu verlängern, und schlug dem Generalsekretär vor, dass die Mission in der Übergangsphase folgende Bestandteile umfassen sollte:
- eine Gruppe Wahlen, wie im Bericht des Generalsekretärs vorgesehen
- bis zu 460 zivile Polizisten, die die indonesische Polizisten beraten und Mitglieder der neuen osttimoresischen Polizei anwerben und ausbilden sollte
- bis zu 300 militärische Angehörige, wie in dem Bericht des Generalsekretärs vorgesehen, die die Verbindungsaufgaben übernehmen und sich auch weiterhin an der Arbeit der osttimorischen Organe beteiligen

sollten, die zur Förderung des Friedens, der Stabilität und der Aussöhnung eingerichtet wurden, und die den UN-Sonderbeauftragter für Osttimor in Sicherheitsfragen beraten sollten, entsprechend dem Abkommen vom 5. Mai 1999
- zivile Mitarbeiter, die den Sonderbeauftragten bei der Überwachung der Durchführung des Abkommens vom 5. Mai 1999 beraten sollten, wie im Bericht des Generalsekretärs vorgesehen
- Mitarbeiter für die Öffentlichkeitsarbeit, die über den Stand der Umsetzung des Abstimmungsergebnisses informieren und eine die Aussöhnung, das Vertrauen, den Frieden und die Stabilität fördernde Botschaft verbreiten sollten

Der Sicherheitsrat forderte alle Parteien auf, mit der UNAMET zusammenzuarbeiten und die Sicherheit und Bewegungsfreiheit ihres Personals in allen Gebieten Osttimors zu gewährleisten. Der Rat erinnerte daran, dass Indonesien während der Übergangsphase auch weiterhin für die Wahrung des Friedens und der Sicherheit in Osttimor verantwortlich sei. Es wurde beschlossen, dass der Sicherheitsrat mit der Angelegenheit befasst zu bleiben.

## Hintergrund
Mit dem Referendum sollte die Bevölkerung Osttimors sich nach 24 Jahren Besetzung durch Indonesien zwischen Unabhängigkeit und Autonomie innerhalb Indonesiens entscheiden. Der Sicherheitsrat bereitete sich mit der Resolution für die Zeit nach dem Referendum drei Tage später vor. Allerdings kam es schon im Vorfeld, trotz dem positiven Ton der Resolution, zu gewaltsamen Übergriffen auf Unabhängigkeitsbefürworter und Einschüchterungsversuche.
Als sich trotzdem Anfang September ein Sieg der Unabhängigkeitsbefürworter abzeichnete, überzogen indonesische Sicherheitskräfte und pro-indonesische Milizen Osttimor mit einer Gewaltwelle, der bis zu 3000 Menschen das Leben kostete. 250.000 Osttimoresen mussten aus ihrem Heim fliehen oder wurden von der Besatzungsmacht zwangsdeportiert, die Infrastruktur wurde weitgehend zerstört. Der UN-Sicherheitsrat sah sich daraufhin gezwungen, mit der Resolution 1264 eine internationale Eingreiftruppe zu entsenden, um wieder für Ruhe und Ordnung zu sorgen. Osttimor kam für drei Jahre unter UN-Verwaltung, bevor es schließlich 2002 endgültig in die Unabhängigkeit entlassen wurde.